# NGC 1573
NGC 1573 est une galaxie elliptique située dans la constellation de la Girafe. NGC 1573 a été découverte par l'astronome allemand Wilhelm Tempel en 1883.

## Caractéristiques
Sa vitesse par rapport au fond diffus cosmologique est de 4 100 ± 14 km/s, ce qui correspond à une distance de Hubble de 60,5 ± 4,2 Mpc (∼197 millions d'al).
À ce jour, six mesures non basées sur le décalage vers le rouge (redshift) donnent une distance de 68,217 ± 15,720 Mpc (∼222 millions d'al), ce qui est à l'intérieur des valeurs de la distance de Hubble.

## Supernova
La supernova 2010X a été découverte dans NGC 1573 le 7 février 2010 par l'astronome amateur américain Doug Rich (en). Cette supernova était de type Ic.

## Groupe de NGC 1573
NGC 1573 est la galaxie plus brillante d'un groupe de galaxies qui porte son nom. Le groupe de NGC 1573 comprend au moins 11 autres galaxies qui figurent toutes au Uppsala General Catalogue (UGC).